# Glote

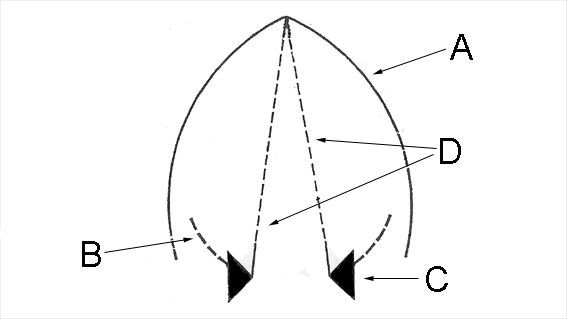

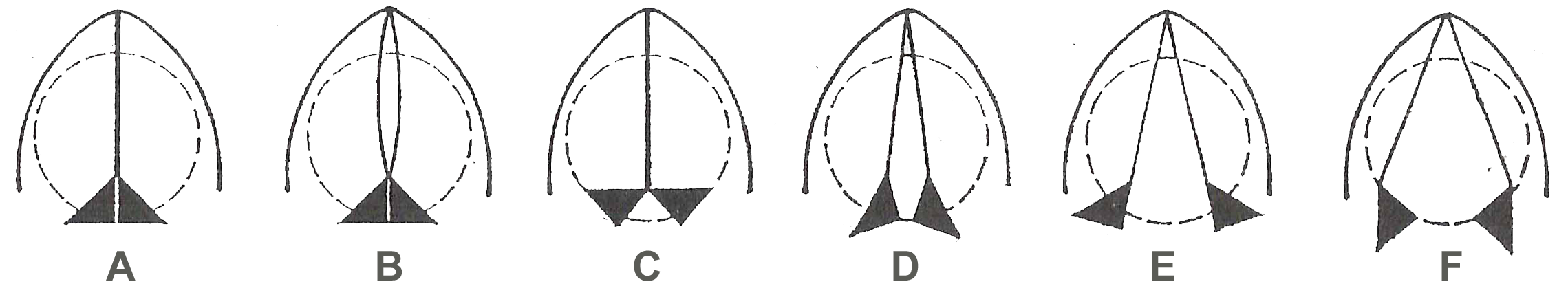

Glote é uma estrutura anatômica localizada na porção final da laringe com a função de saída e entrada de ar para os brônquios e pulmões, ajuda também na função fonatória uma vez que a prega vocal e vestibular localizam-se dentro dela. Portanto, a glote consiste em um par de pregas de túnica mucosa, as pregas vocais da laringe. É um estilo de uma "tampa" que se fecha para a passagem de comida e se abre para a passagem do ar. É o aparelho fonador propriamente dito.
Com a glote podem ocorrer vários problemas, como o edema da glote, que é um inchaço e um fechamento da própria glote.